# 新安镇 (长岭县)
新安镇，是中华人民共和国吉林省松原市长岭县下辖的一个乡镇级行政单位。

## 行政区划
新安镇下辖以下地区：
新一村、新二村、新三村、王家村、八方村、乌树台村、对龙村、保安村、双榆村、交界村、新发村、太平村、黑坨子村、孟家村、靠山村、二里界村、四合村和长发村。